# Ризаев, Навруз Ибодуллаевич
Навруз Ибодуллаевич Ризаев (узб. Navruz Ibodullayevich Rizayev; род. 28 марта 1969, Самаркандская область) — узбекский филолог и политик. Депутат Законодательной палаты Олий Мажлиса Республики Узбекистан IV созыва (с 2020 года), член Либерально-демократической партии Узбекистана.

## Биография
Навруз Ризаев родился 28 марта 1969 года в Самаркандской области. В 1996 году окончил Тбилисский государственный университет по специальности филолог.
Начал трудовую деятельность в 1988 году руководителем кружка волейбола в школе № 37 Ургутского района Самаркандской области. С 1993 по 2006 год работал обозревателем редакции Узбекского радио «Ахборот» в системе «Узтелерадиокомпания», заместителем председателя «Узтелерадиокомпании», заместителем директора редакции «Ахборот». 
С 2002 по 2016 год работал в Межведомственном апелляционном суде Республики Узбекистан ведущим специалистом координационной комиссии. В 2016-2017 годах являлся старшим редактором телеканала «Узбекистан». С 2017 года работает старшим редактором отдела информационно-аналитических программ Узбекской национальной телерадиокомпании «Узбекистан 24». 
В 2020 году избран депутатом Законодательной палаты Олий Мажлиса Узбекистана, а также членом парламентского комитета по вопросам охраны здоровья граждан.

## Награды
- Медаль «Шухрат» (2000)
- Орден «Дустлик» (2019)